# Porazdelitev hi-kvadrat
Porazdelitev hi-kvadrat je družina zveznih verjetnostnih porazdelitev vsot kvadratov neodvisnih normalno porazdeljenih slučajnih spremenljivk. Porazdelitev hi-kvadrat se pogosto uporablja pri statističnem testiranju hipotez ali pri kreiranju intervalov zaupanja.
Najbolj pogosto se porazdelitev  hi-kvadrat v uporablja pri testu hi-kvadrat. Porazdelitev hi-kvadrat je poseben primer porazdelitve gama.

## Definicija
Če so {\displaystyle X_{1}\!}, {\displaystyle X_{2}\!}, …..{\displaystyle X_{k}\!} neodvisne slučajne spremenljivke, ki so normalno porazdeljene s pričakovano vrednostjo 0 in varianco 1, potem je slučajna spremenljivka 
{\displaystyle Q=\sum _{i=1}^{k}X_{i}^{2}}
porazdeljena po porazdelitvi hi-kvadrat s k prostostnimi stopnjami. To zapišemo kot 
{\displaystyle Q\ \sim \ \chi ^{2}(k).\,}.

## Lastnosti

### Funkcija gostote verjetnosti
Funkcija gostote verjetnosti za porazdelitev hi-kvadrat  je 
{\displaystyle f(x;\,k)={\frac {1}{2^{k/2}\Gamma (k/2)}}\,x^{k/2-1}e^{-x/2}\,\mathbf {1} _{\{x\geq 0\}},}
kjer je 
- {\displaystyle \Gamma (k/2)\!} funkcija gama

## Zbirna funkcija verjetnosti
Zbirna funkcija verjetnosti je enaka 
{\displaystyle F(x;\,k)={\frac {\gamma (k/2,\,x/2)}{\Gamma (k/2)}}=P(k/2,\,x/2),}
kjer je 
- {\displaystyle \gamma (k/2,\,x/2)\!} spodnja nepopolna funkcija gama.
- {\displaystyle P(k/2,\,x/2)\!} regulirana funkcija gama.

Kadar je {\displaystyle k=2\!}, dobi funkcija enostavnejšo obliko:
{\displaystyle F(x;\,2)=1-e^{-{\frac {x}{2}}}.}.

### Pričakovana vrednost
Pričakovana vrednost je enaka 
{\displaystyle k\,}.

### Varianca
Varianca je enaka 
{\displaystyle 2{k}\!} .

## Sploščenost
Sploščenost je enaka
{\displaystyle {\frac {12}{k}}\!}

## Funkcija generiranja momentov
Funkcija generiranja momentov je 
{\displaystyle (1-2\,t)^{-k/2}\!}   
za | t | ≤ ½

## Karakteristična funkcija
Karakteristična funkcija je 
{\displaystyle (1-2\,i\,t)^{-k/2}}